# الضغایه
الضغایة (به عربی: الضغایة) یک منطقهٔ مسکونی در امارات متحده عربی است که در دبی، امارات واقع شده‌است.